# Očura (żupania krapińsko-zagorska)
Očura – wieś w Chorwacji, w żupanii krapińsko-zagorskiej, w gminie Novi Golubovec. W 2011 roku liczyła 77 mieszkańców.